# Rietzel

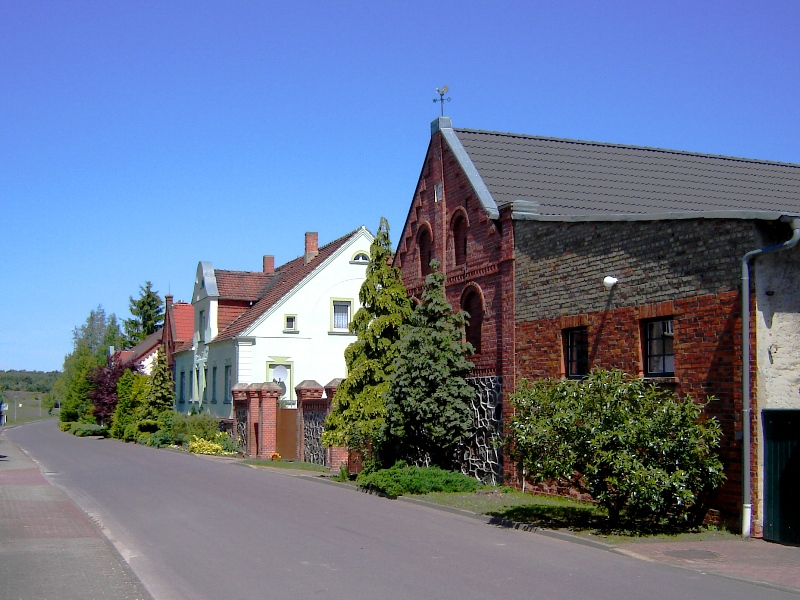
Stradă din sat

Rietzel este o comună în Saxonia-Anhalt, Germania